# Baraques du 14 de la forêt de Chaux
Les baraques du hameau 14 de la forêt de Chaux sont un ancien hameau forestier de la forêt de Chaux, devenu écomusée en 1990, à La Vieille-Loye, dans le Jura, en Bourgogne-Franche-Comté. Constitué d'une dizaine d'anciennes constructions en bois reconstituées de bûcherons-charbonniers du Moyen Âge, ce site touristique est inscrit aux monuments historiques depuis le 20 juin 1986.

## Historique
Des bûcherons exploitent le bois des forêts depuis le début de l'humanité. Au Moyen Âge, de nombreuses communautés de bûcherons-charbonniers exploitent et vivent dans la foret de Chaux (plus importante forêt du Royaume de France, après la forêt d'Orléans, avec 20 000 hectares de chênes, de hêtres et de charmes, sur 28 km de long et 15 km de large, à 15 km au sud-est de Dole (capitale du comté de Bourgogne au Moyen Âge).

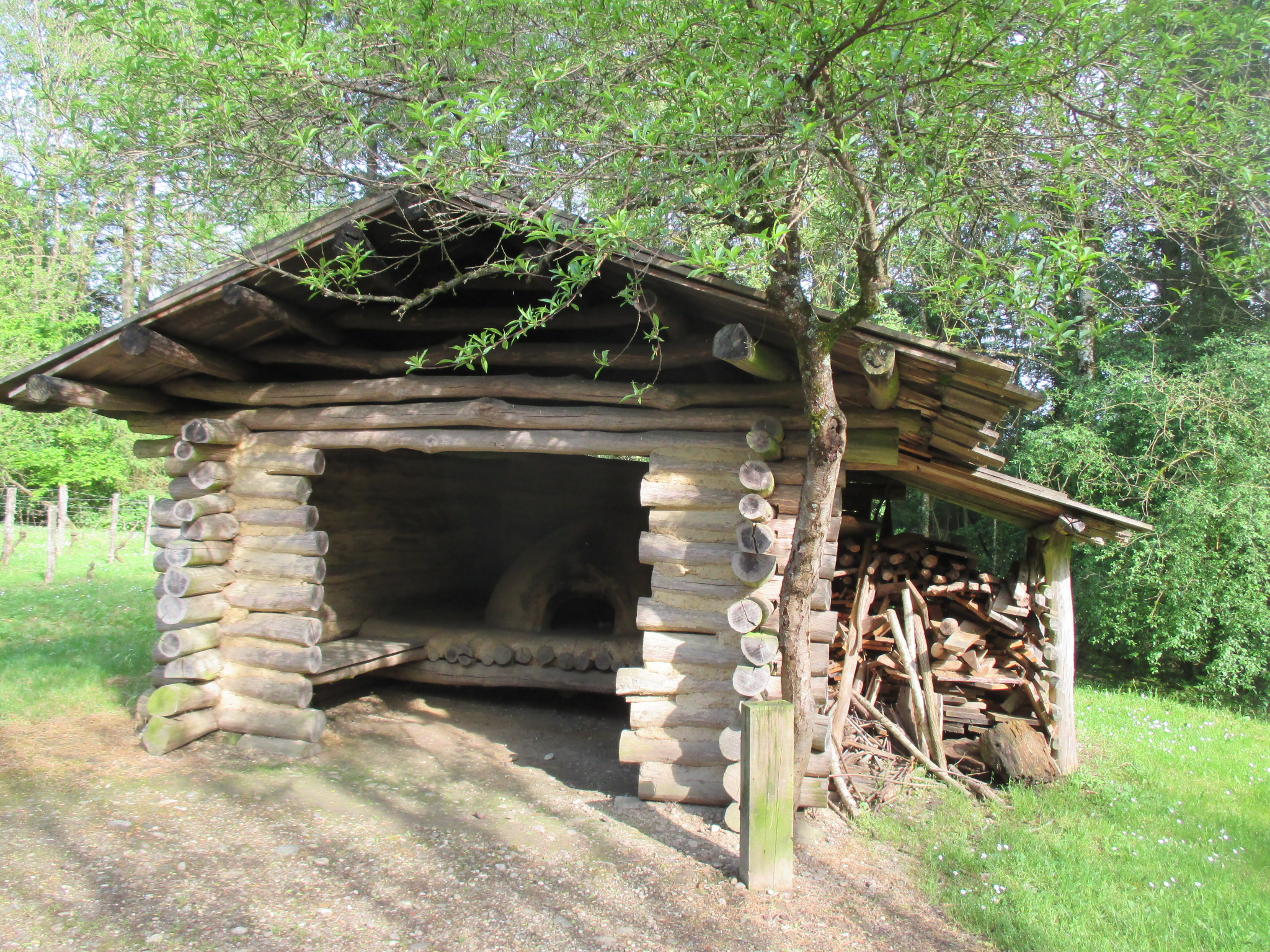
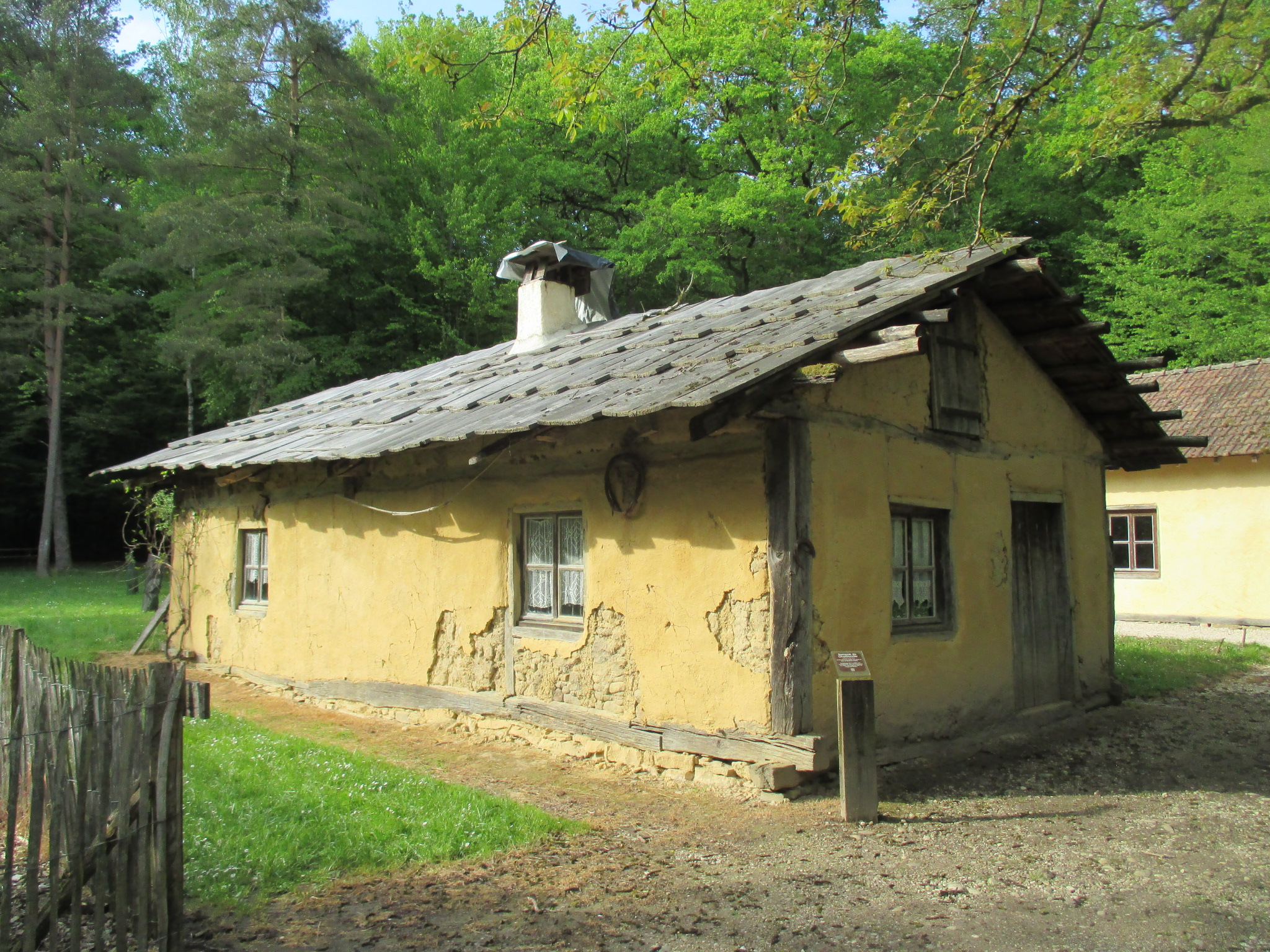
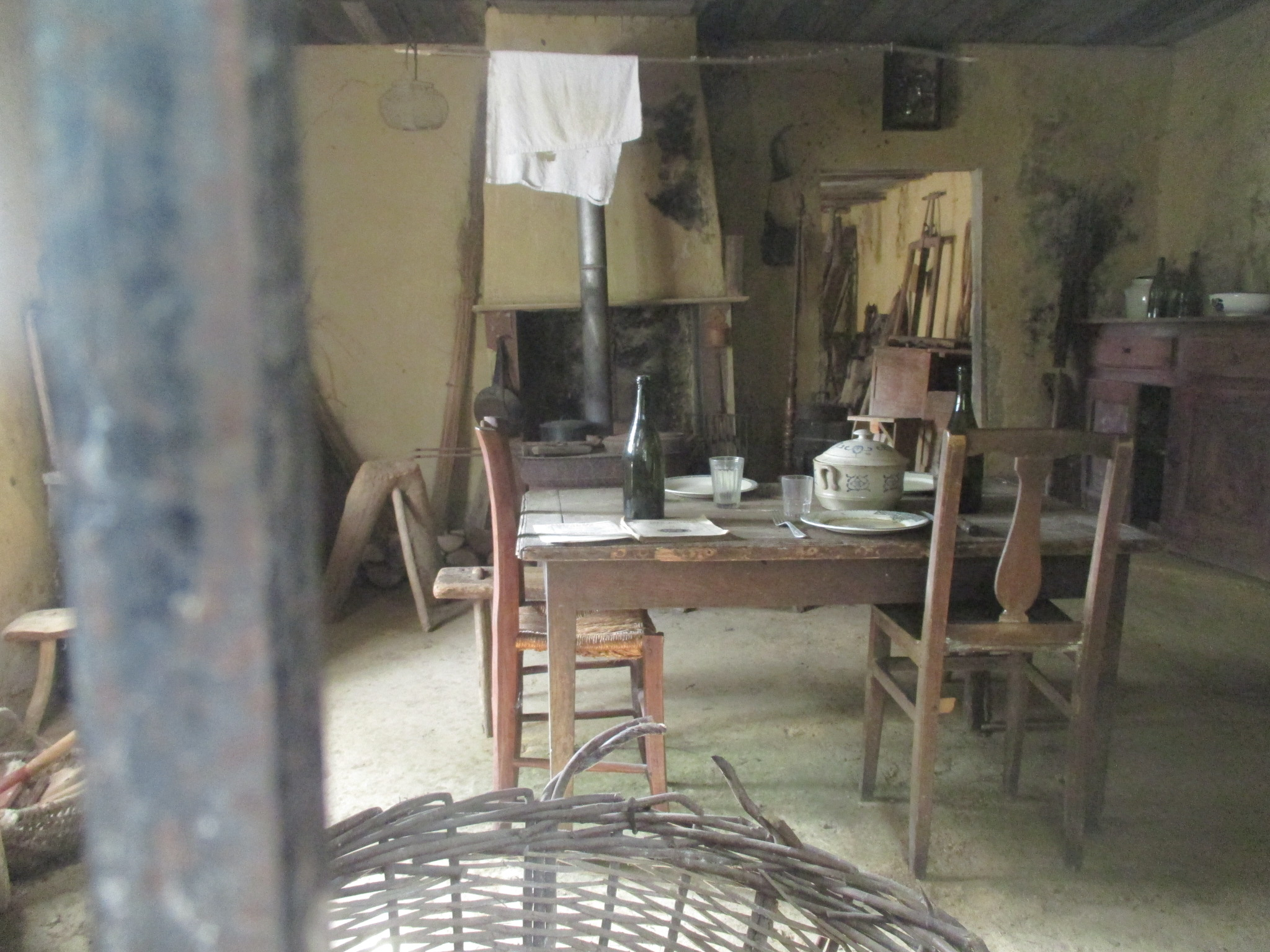
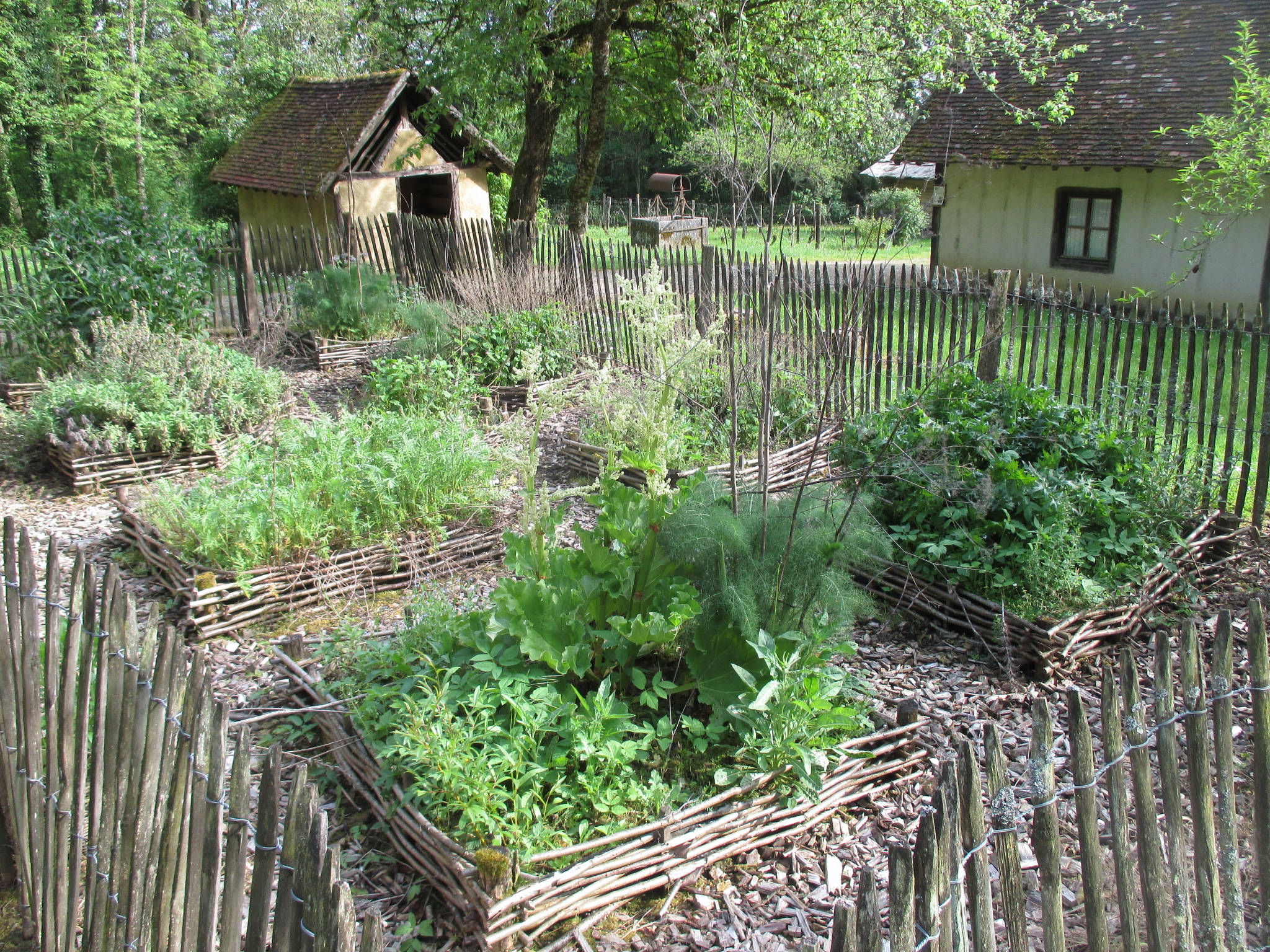

Diverses spécialités de travail du bois (bûcherons, écorceurs, scieurs de long, charbonniers, rouliers, radeliers sur la Loue puis le Doubs...) alimentent en bois et en charbon de bois la vie, et l'économie industrielle historique locale, avec une quinzaine d'industries autour de la forêt de Chaux, dont la verrerie de La Vieille-Loye à 1 km, tuileries, fourneaux, fonderies, forges, et autre Saline royale d'Arc-et-Senans / cité idéale de Chaux à 10 km...

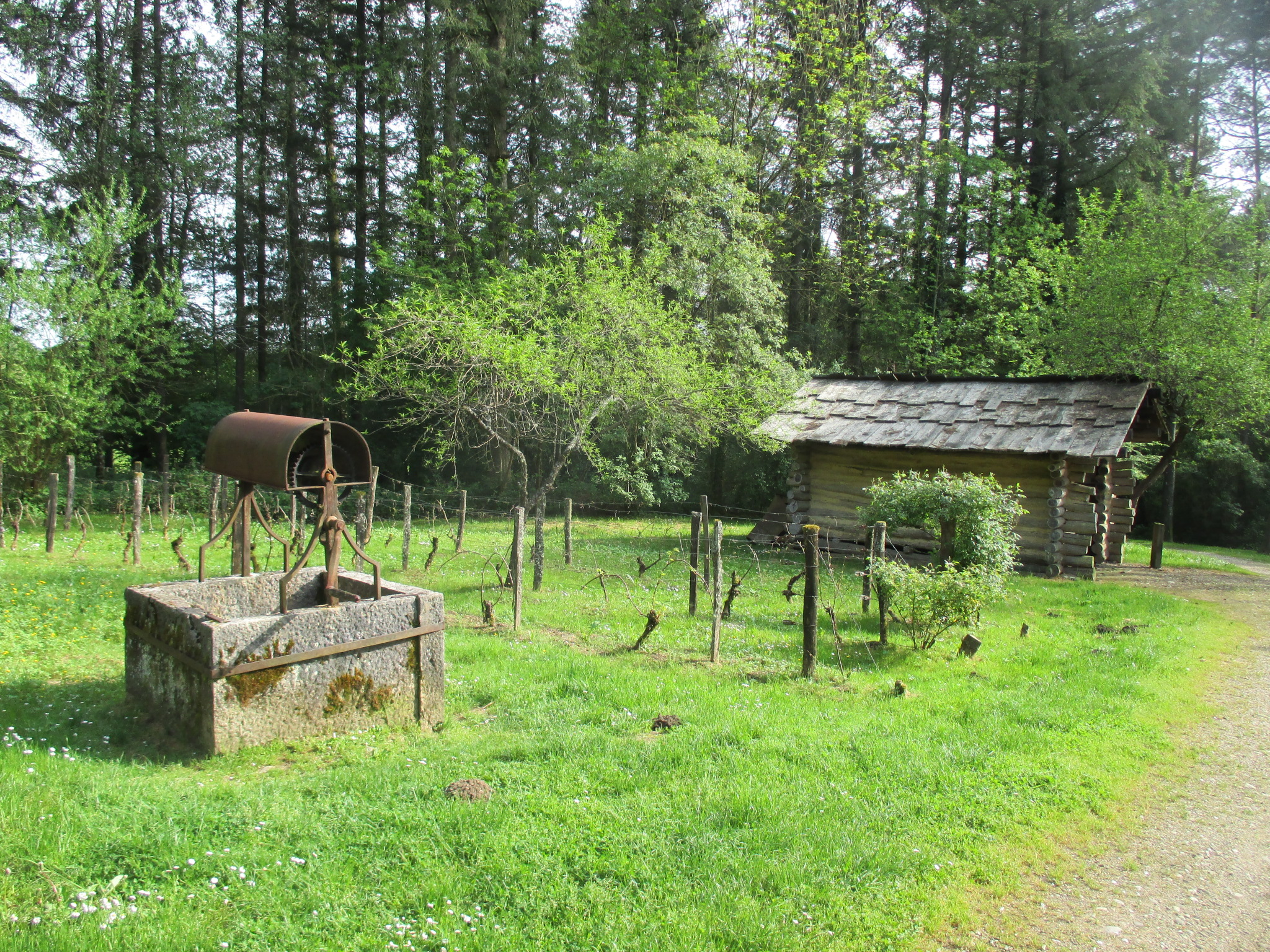
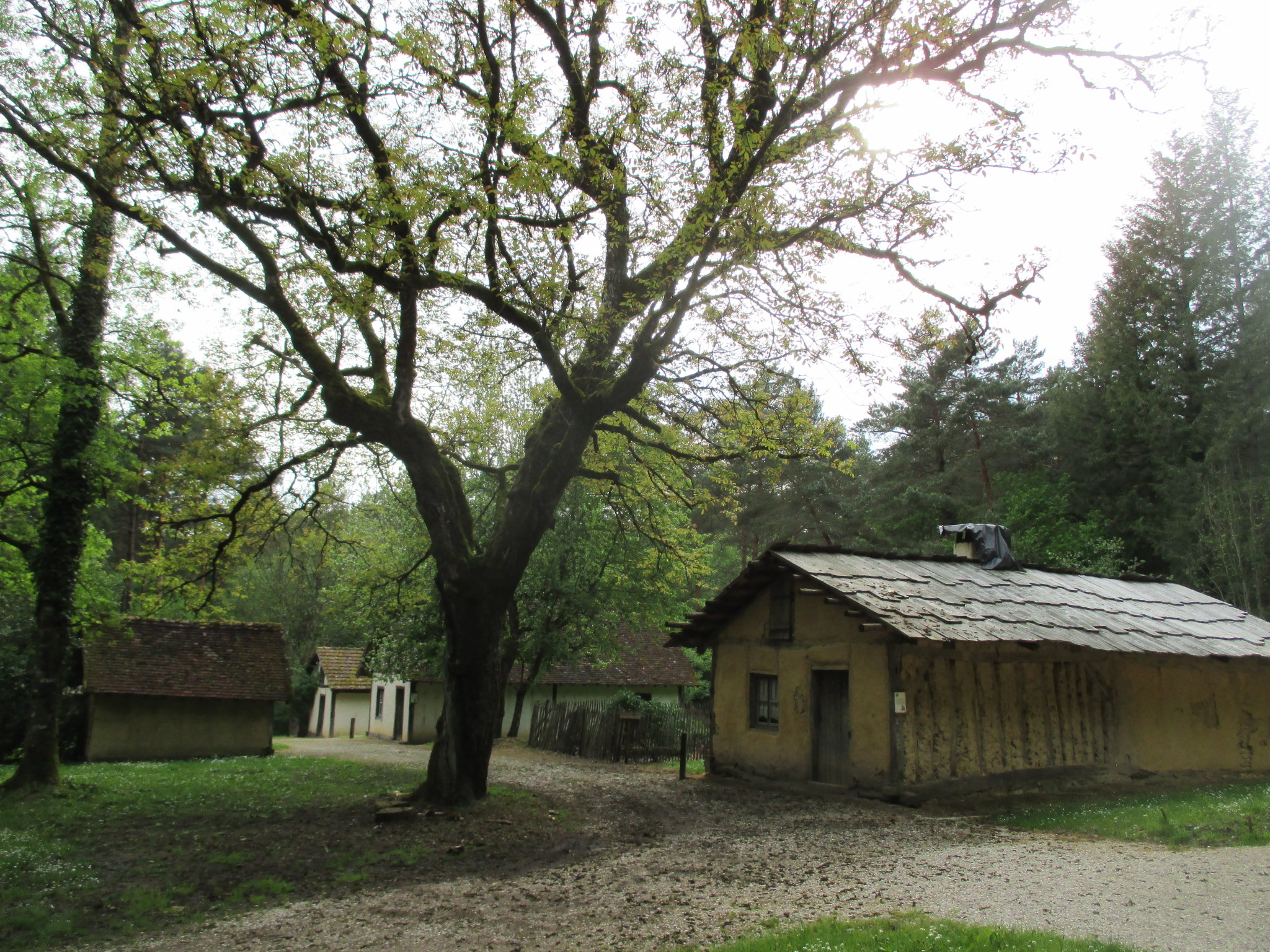
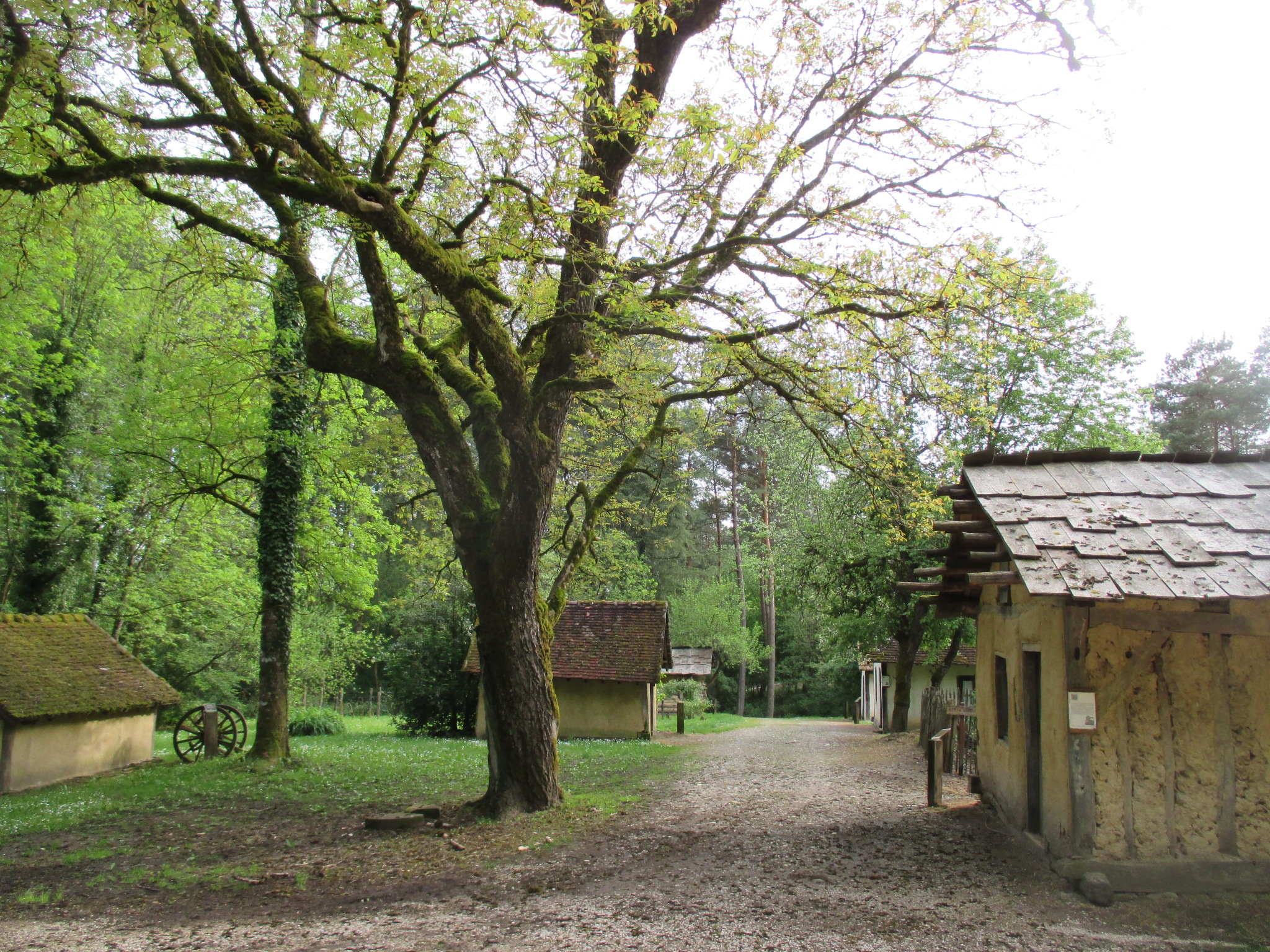
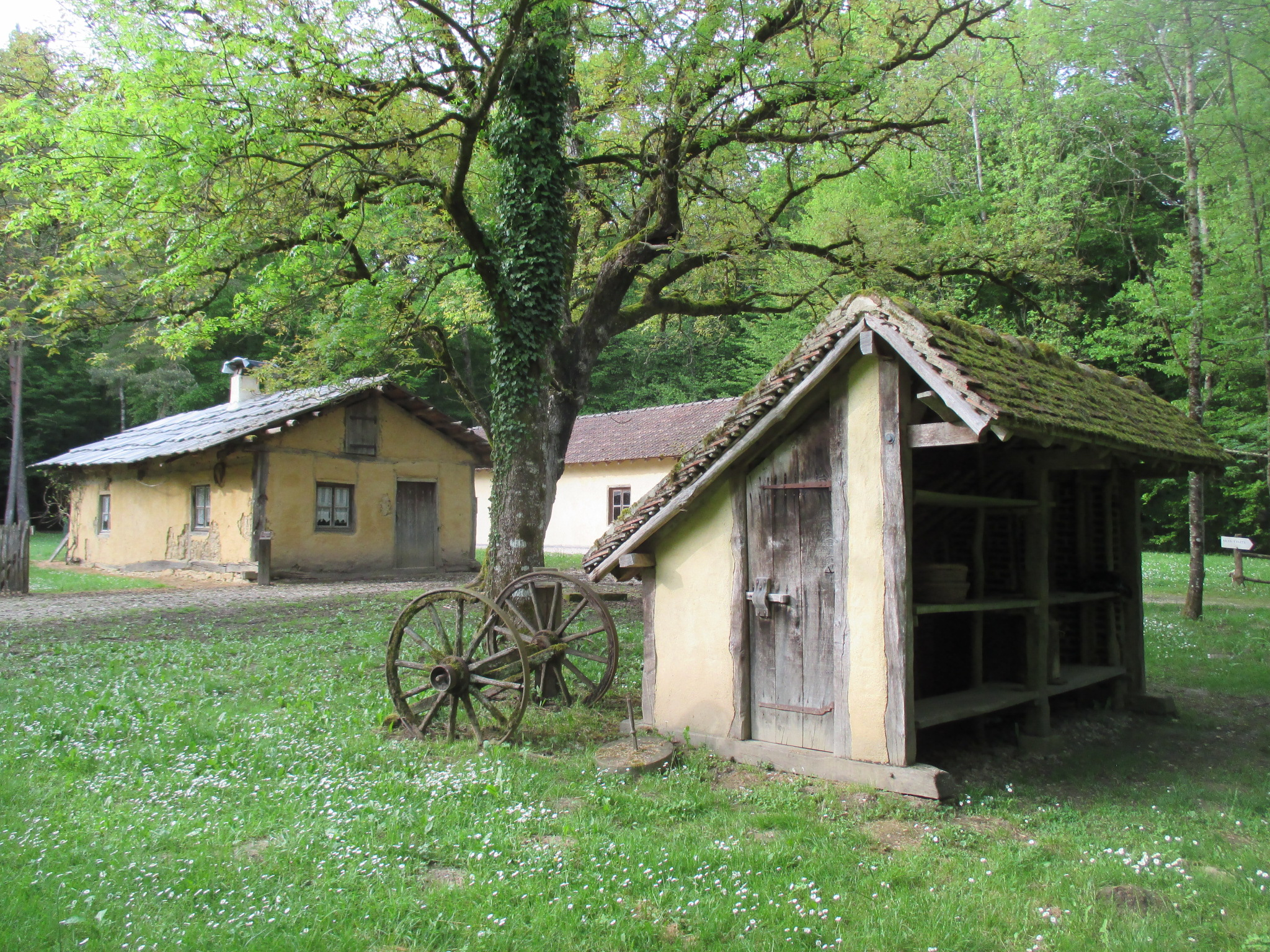

Vers 1830, les Eaux et Forêts regroupent et contrôlent environ 450 à 600 bûcherons charbonniers, dans quinze hameaux, construits et organisés dans des clairières, de quinze zones de la forêt de Chaux.
Après la Seconde Guerre mondiale, la vie en forêt est abandonnée, et seul subsiste un temps ce hameau no 14 (sur 15), proche du village de La Vieille-Loye, dans le Val d'Amour, jusqu'à son abandon définitif en 1961.

Forêt de Chaux
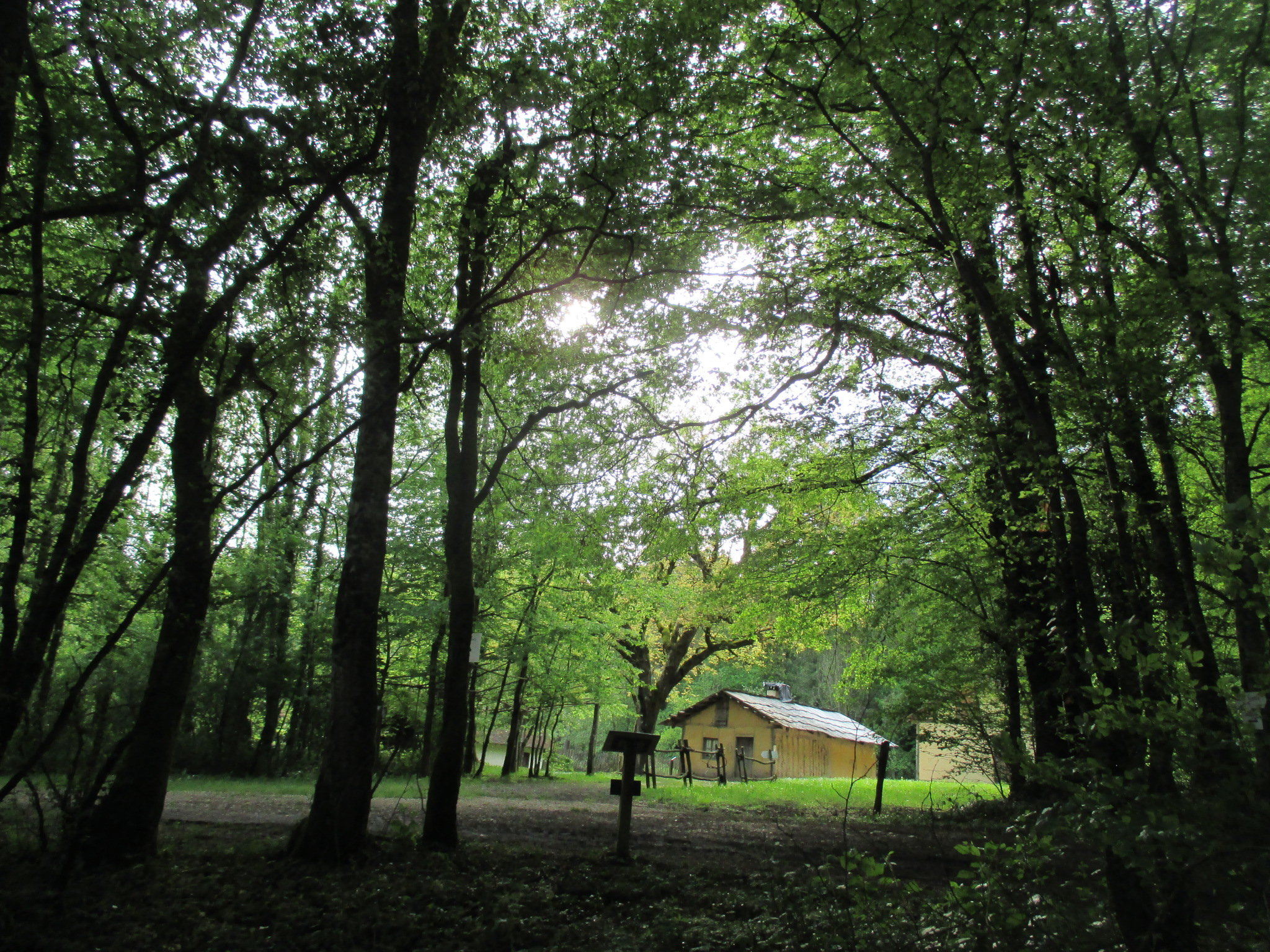
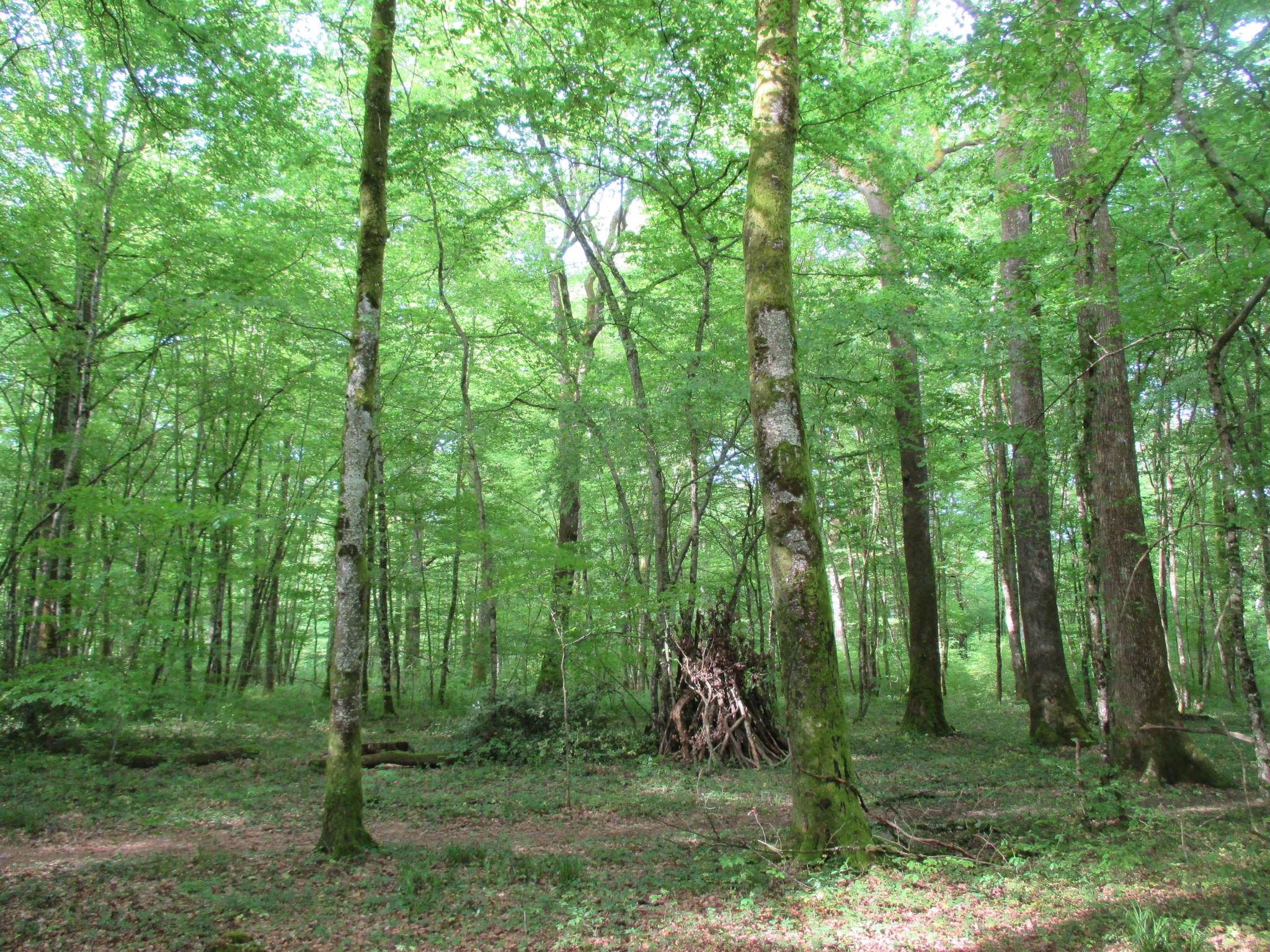
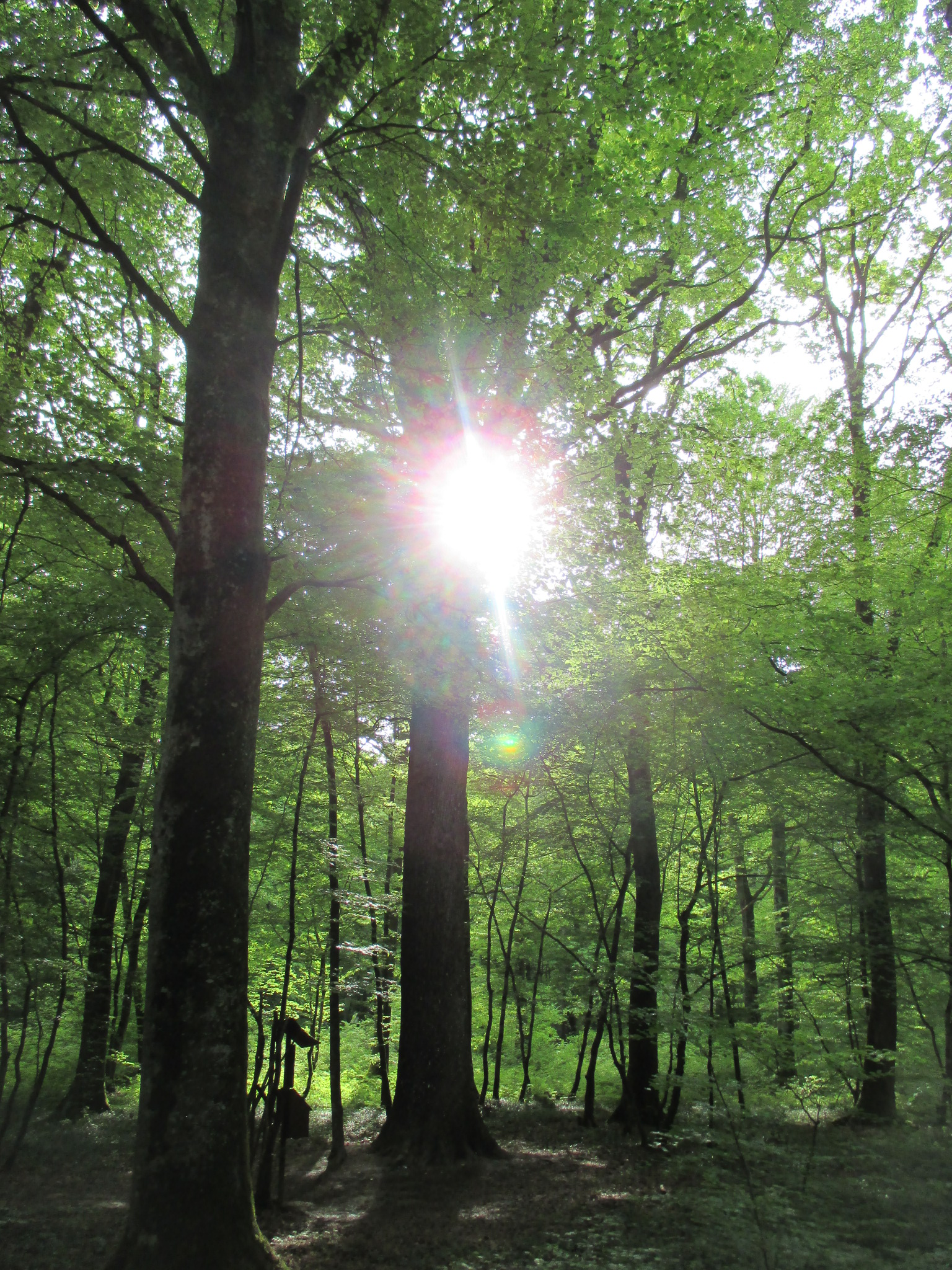
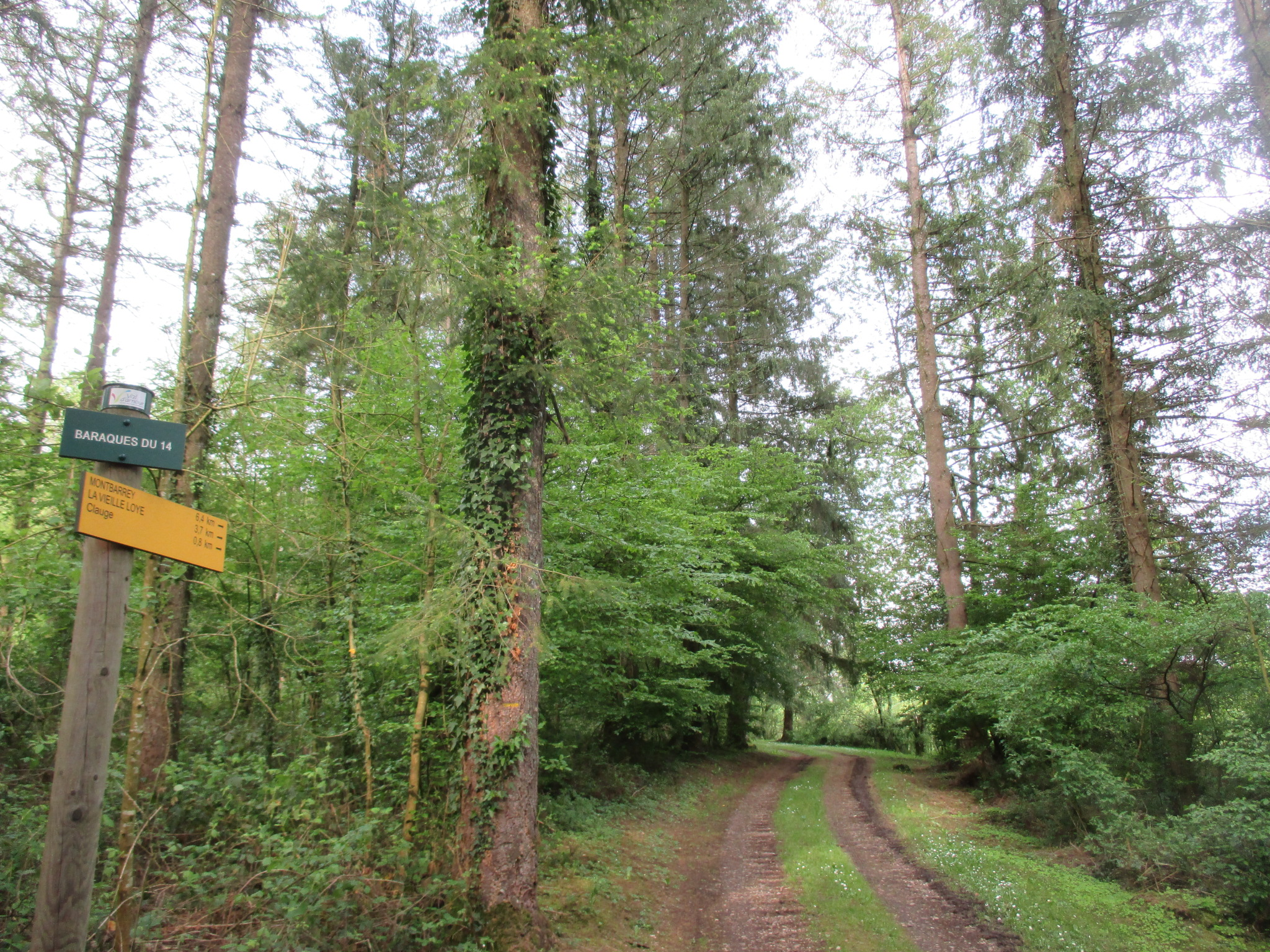

En 1990, le site en ruine est restauré, reconstruit, et enrichi en écomusée par l’association de développement et d’amélioration du Val d'Amour (ADAVAL), l’Office national des forêts (ONF), l’association des Villages de la Forêt de Chaux, la municipalité de La Vieille Loye, et la Communauté de Communes, avec :
- Quatre habitations en bois, dont la plus ancienne date de 1537, avec hourdage, torchis de terre crue, toit en bardeau / tavaillon de chêne, et meubles. Les trois autres maisons datent de 1830, et la cinquième est une extension de la deuxième[4].
- Deux fours à pain fonctionnels, un puits à eau, un jardin potager, quelques rangs de vigne, un rucher ...
- Un sentier forestier mène à un chantier forestier voisin de fabrication de charbon de bois, et se prolonge sur 14 km
- Animations costumées, fêtes, groupe de musique folklorique, expositions et veillées ponctuelles en période estivale
- Folklore : deux arbres particuliers, un chêne à vœux, et un arbre d'or

Chantier forestier de fabrication de charbon de bois
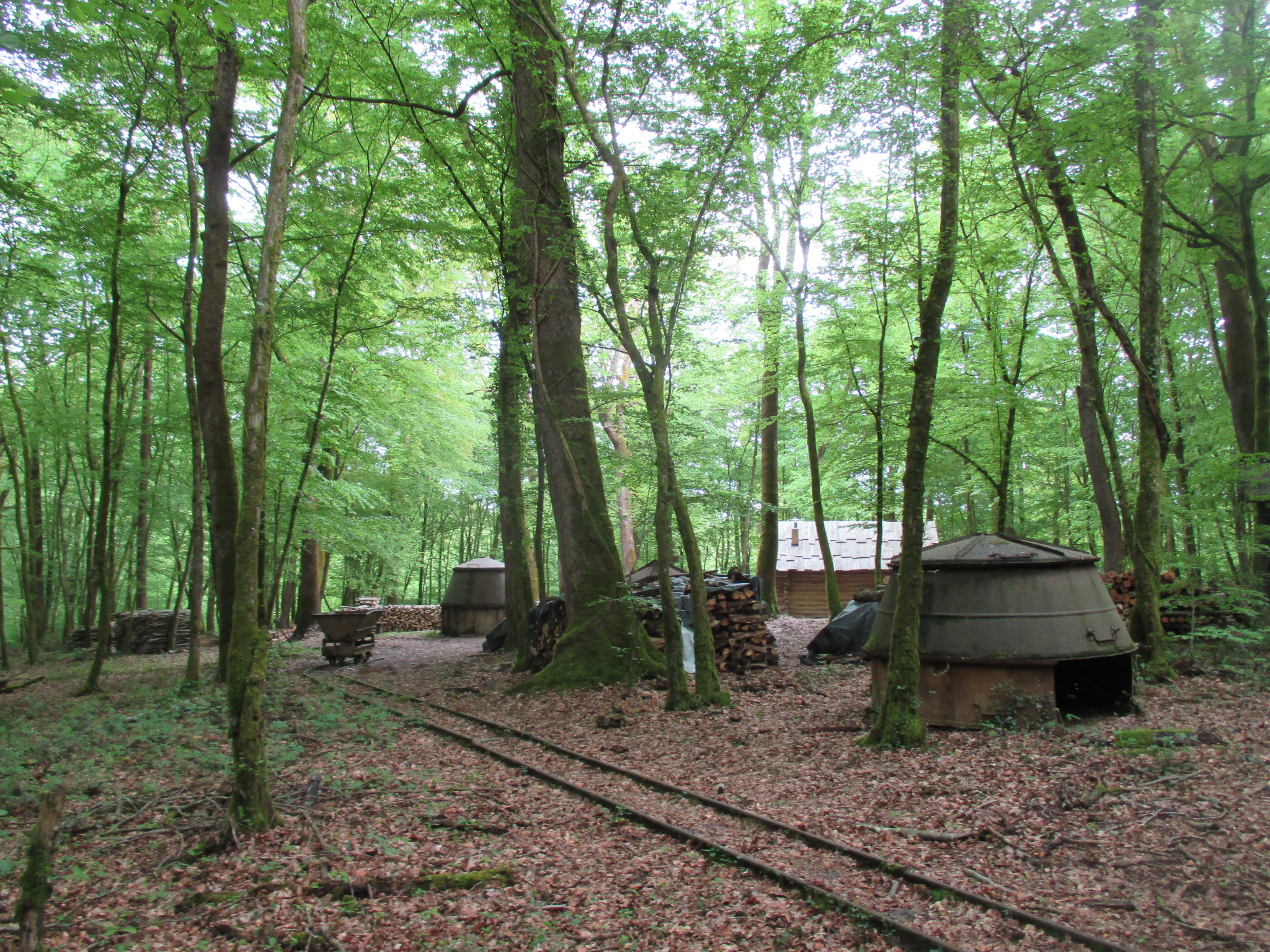
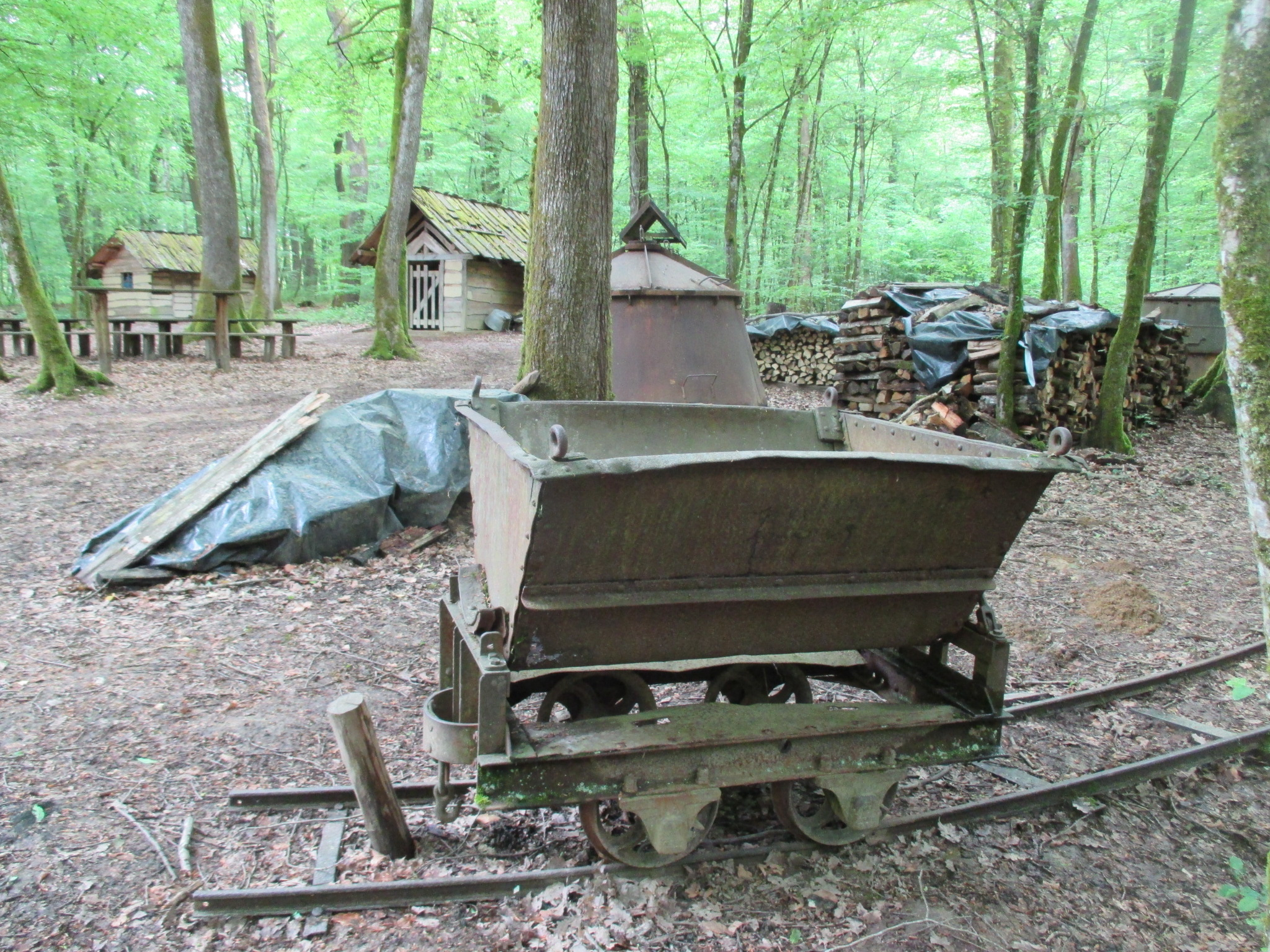
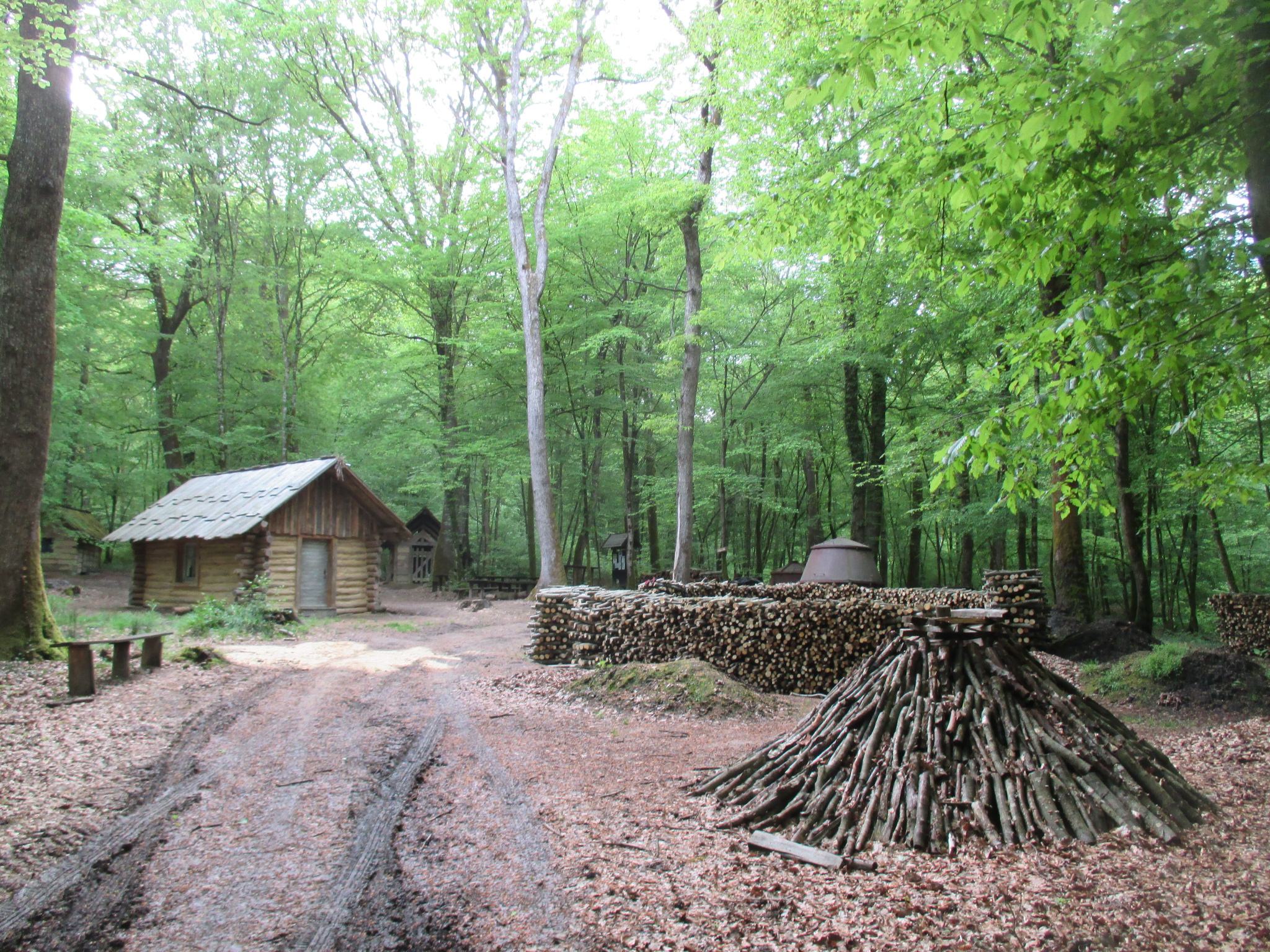
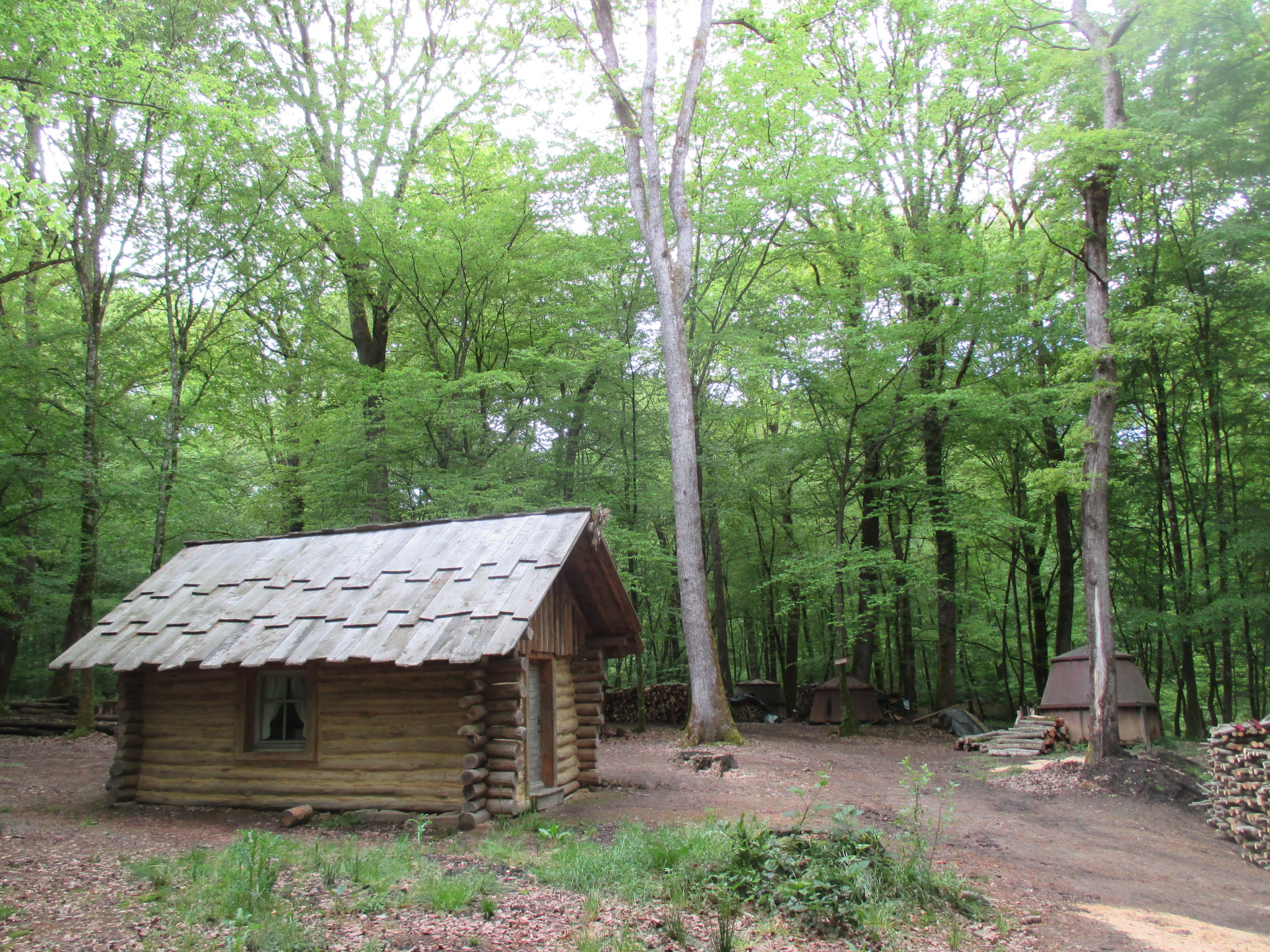
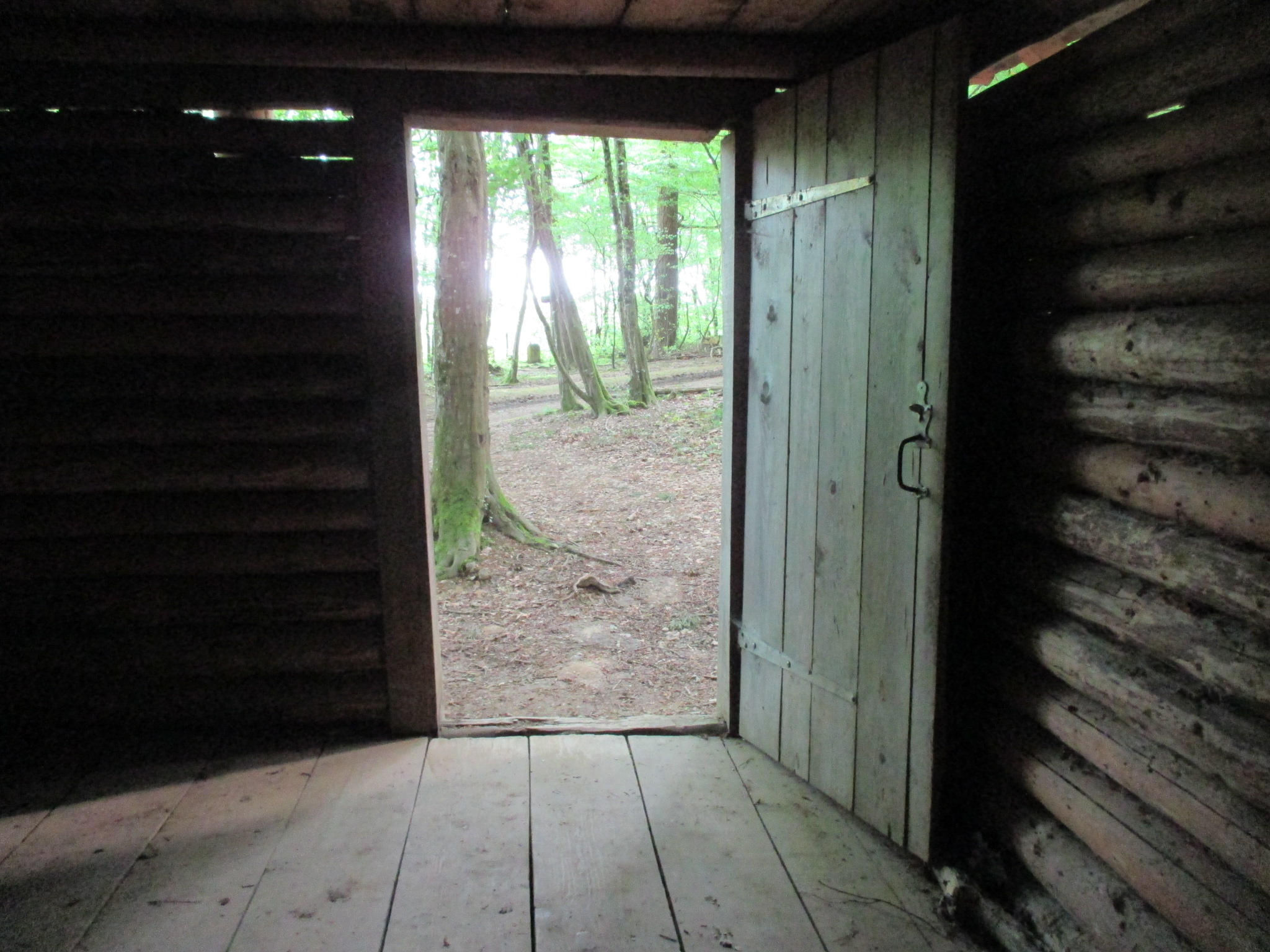

Deux romanciers jurassiens contemporains contribuent avec leurs romans, à la notoriété du site : Marie Bon Pain de 1980 de Bernard Clavel, et Une fille dans la forêt, suivi de Céline, la bûcheronne, de 1987 d'André Besson.